# Embry–Riddle Aeronautical University
Embry–Riddle Aeronautical University (znany też jako Embry-Riddle lub ERAU) – niezależna instytucja non-profit oferująca ponad 70 programów na poziomie licencjatu, magistra i doktoratu na wydziałach Sztuki i nauki, Lotnictwa, Biznesu, Inżynierii, Bezpieczeństwa i Wywiadu. Embry-Riddle jest jednym z największych akredytowanych uniwersytetów na świecie specjalizujących się w lotnictwie i kosmonautyce, z kampusami zlokalizowanymi w Daytona Beach na Florydzie i w Prescott w stanie Arizona, a także posiada Kampus Światowy (ang. Worldwide Campus) z placówkami w ponad 150 miejscach w Stanach Zjednoczonych, Europie, Azji i na Środkowym Wschodzie; poza tym oferuje kształcenie przez internet. Uniwersytet stanowi też centrum badawcze, poszukując rozwiązań realnych problemów lotnictwa we współpracy z innymi uczelniami i agencjami rządowymi. Uczelnię nazwano "Harwardem przestworzy" (ang. the Harvard of the sky).

## Historia
17 grudnia 1925, dokładnie 22 lata po pierwszym locie Braci Wright, przedsiębiorca Talton Higbee Embry i pilot-akrobata John Paul Riddle założyli firmę Embry-Riddle Company na lotnisku Lunken w Cincinnati w stanie Ohio. Wiosną otworzyli szkołę lotniczą Embry-Riddle School of Aviation

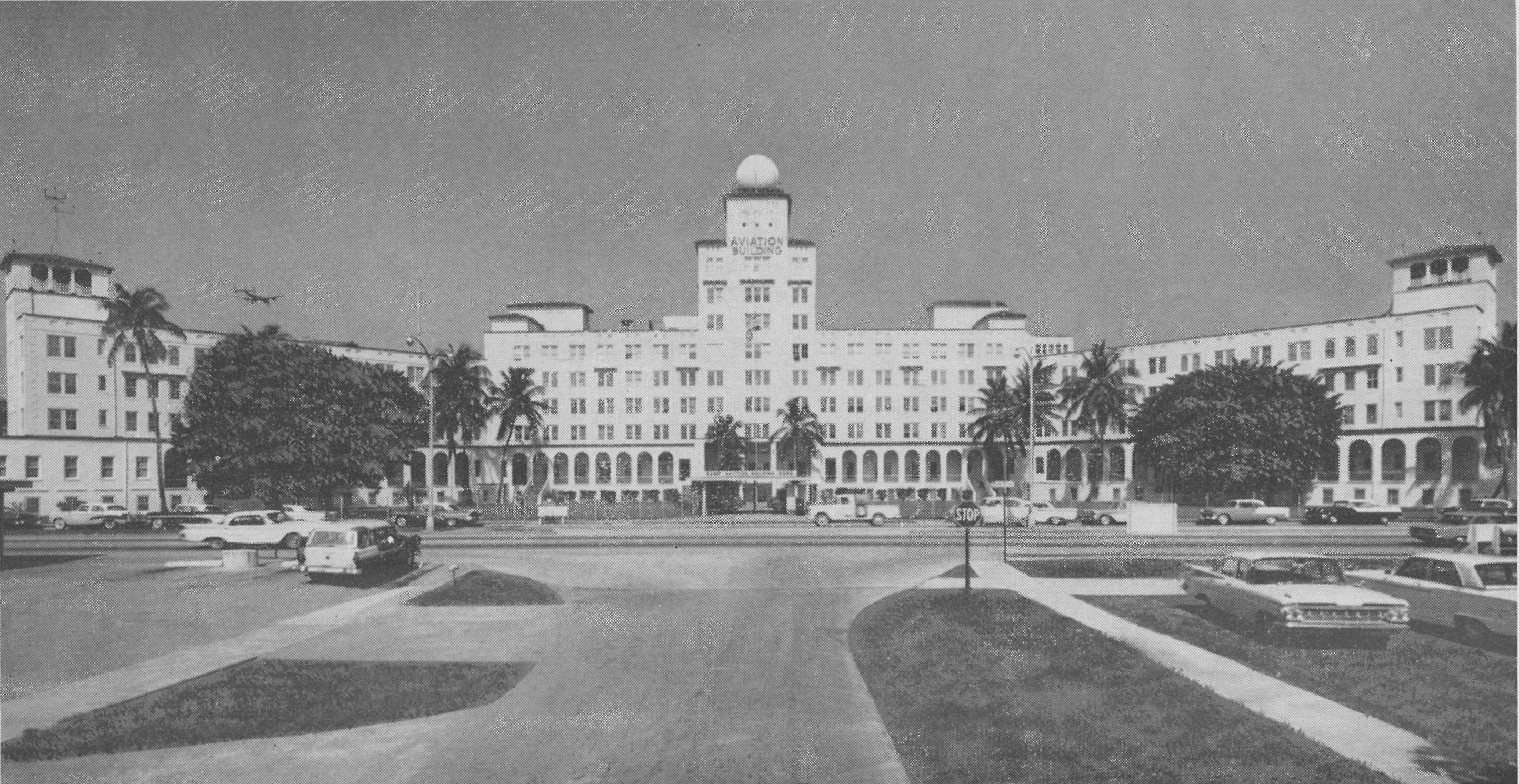
Fritz Hotel w Miami na Florydzie. Embry-Riddle zajmowało budynek przed przeprowadzką do Daytona Beach.

Drogi wspólników się rozeszły, ale w 1939 Riddle ponownie skontaktował się z Embrym chcąc powrócić do kształcenia pilotów, jednak Embry nie był zainteresowany. Riddle, który teraz mieszkał w Miami na Florydzie, znalazł innego partnera: Johna G. McKaya i jego żonę Isabel. Zachowując nazwę Embry-Riddle, ponownie otworzyli Embry-Riddle School of Aviation, wchodząc w układ z Uniwersytetem Miami w celu nauczania pilotażu w ramach sponsorowanego przez rząd szkolenia pilotów cywilnych (ang. Civilian Pilot Training Program), aby zwiększyć ilość pilotów w przededniu II wojny światowej. Szkoła Embry-Riddle School of Aviation szybko się rozrastała, i wkrótce przeniosła się do dawnego tzw. Hotelu Fritza (rozebranego w latach 70., obecnie na terenie lotniska w Miami).
Mimo że szkoła zaczęła od kształcenia pilotów i mechaników, obecnie uniwersytet oferuje ponad 40 stopni licencjackich i magisterskich. Co roku zapisuje się niemal 32 000 nowych studentów ze wszystkich 50 stanów i reprezentujących 125 narodowości: Worldwide Campus przyjmuje ponad 24 000 studentów, wydział w Daytona Beach – ponad 5100, a Prescott ponad 1700.

## Akredytacja
Uniwersytet jest akredytowany przez Southern Association of Colleges and Schools do nadawania stopni naukowych w obu kampusach oraz w kampusie światowym na poziomie zawodowym, licencjackim, magisterskim i doktoratu. Programy nauczania Aviation Maintenance, Zarządzanie ruchem lotniczym, Meteorologia stosowana, Nauki aeronautyczne, Przestrzeń kosmiczna oraz Bezpieczeństwo pracy, Operacje lotnicze i Zarządzanie lotniskiem są akredytowane przez Aviation Accreditation Board International (AABI). Programy licencjackie i magisterskie na studiach biznesowych akredytuje Association of Collegiate Business Schools and Programs (ACBSP).
Studia w dziedzinie Aeronautyki, Zarządzania ruchem lotniczym, Meteorologii stosowanej, i Studiów przestrzeni powietrznej są certyfikowane przez Federal Aviation Administration (FAA).
W maju 2014 raport U.S. News & World Report wskazał Embry-Riddle Worldwide jako jedną z głównych placówek edukacyjnych przez internet przeznaczonych dla weteranów. W lipcu uniwersytet został też pierwszym w kraju zaaprobowaną przez FAA placówką oferującą certyfikację dla linii lotniczych.

## Kampus w Daytona Beach na Florydzie

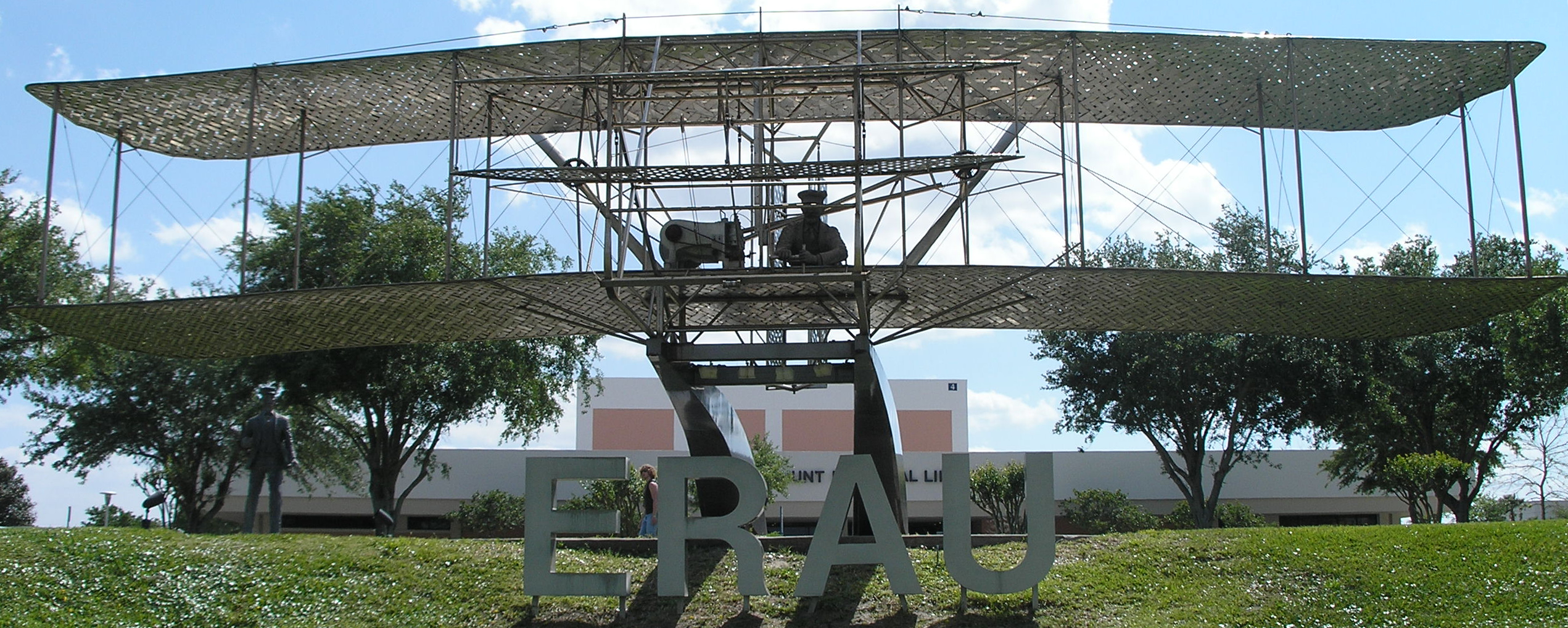
Pomnik samolotu The Wright Flyer na terenie kampusu w Daytona Beach. Biblioteka im. Jacka R. Hunta jest widoczna w tle.

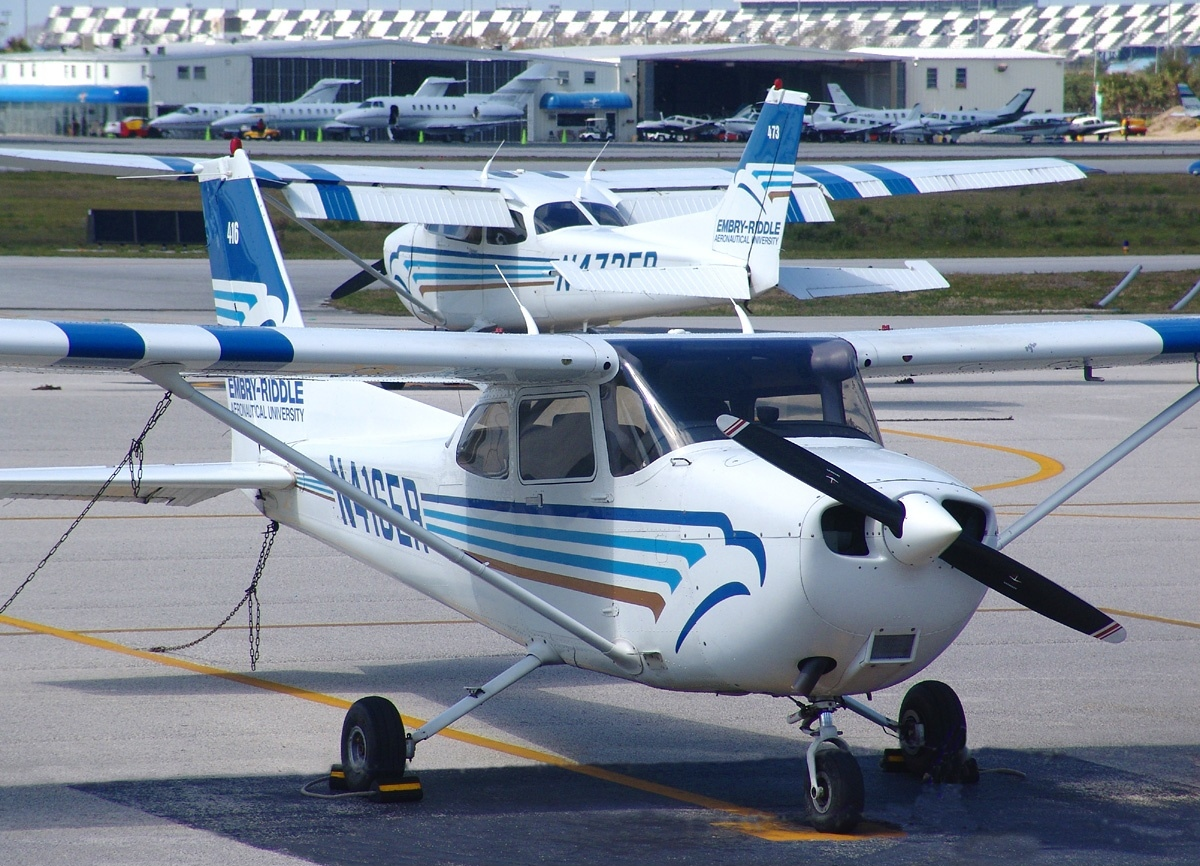
Samoloty uczelni. Na pierwszym planie Cessna 172S Skyhawk SP.

Z Hotelu Fritza uczelnia przeniosła się do kampusu w Datona Beach o powierzchni 185 akrów / 0,75 km². Z powodu lokalizacji obok lotniska w Daytona Beach, kampus jest połączony z będącą własnością uczelni rampą służącą do szkoleń lotniczych. Główny kampus składa się z zespołu budynków lotniczych, akademickich oraz służących do zakwaterowania otaczających centrum studenckie i park lotniczy im. Jacka R. Hunta. Na końcu kampusu zlokalizowane są budynki sportowe i ICI Center.
Uczelnia Embry-Riddle jest najbardziej znana z nauk lotniczych i inżynierii kosmicznej, ale oferuje ponad 30 różnych specjalności magisterskich. Na terenie kampusu Daytona Beach można studiować Psychologię czynników ludzkich, Bezpieczeństwo narodowe, Fizykę inżynierii, Nauki o bezpieczeństwie, Biznes i inne. Uczy się to ok. 4500 studentów licencjatu i ok. 500 studentów studiów podyplomowych z 50 stanów i prawie 100 krajów.
Kampus ten jest także jedną z największych placówek szkolenia oficerów rezerwy (ang. Reserve Officers' Training Corps – ROTC) w Stanach Zjednoczonych. Program ten często wygrywa w konkursach krajowych. Program studiów fizyki inżynieryjnej w Daytona Beach jest obecnie największym programem fizyki inżynieryjnej na poziomie licencjatu i jedynym specjalizującym się w przestrzeni powietrznej i kosmicznej.

## Kampus w Prescott w stanie Arizona

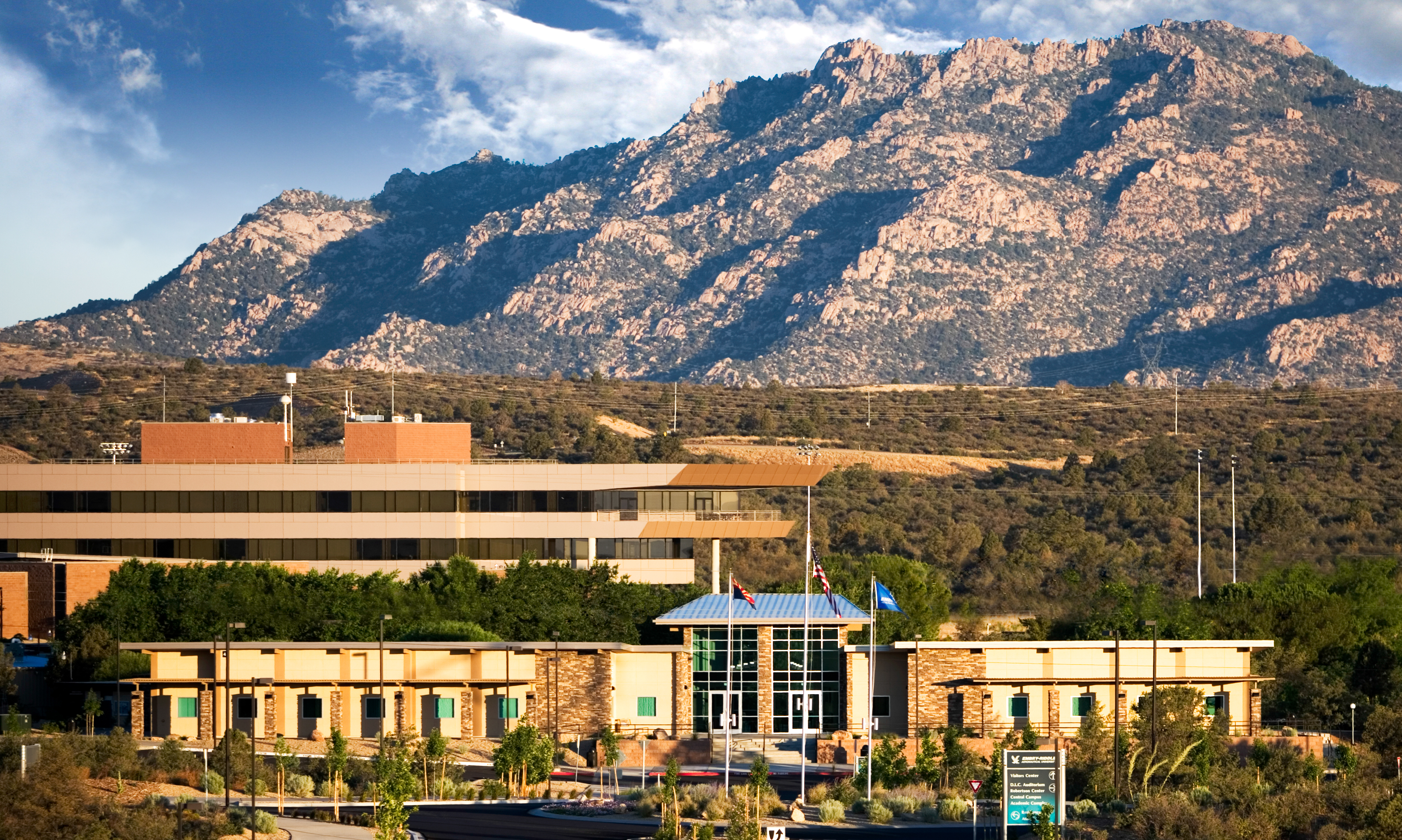
Kampus w Arizonie

Kampus w Prescott Został otwarty w 1978. Znajduje się 100 mil na północ od Phoenix, na 539 akrach typowej scenerii zachodu. Ze względu na pustynny klimat oferuje prawie 300 słonecznych dni w roku. Co roku przybywa tu 2000 nowych studentów.
Centrum szkoleń lotniczych znajduje się w pobliżu lotniska miejskiego Prescott Love Field. Na terenie kampusu znajdują się budynki Aerospace Experimentation and Fabrication, laboratorium z jednym naddźwiękowym i czterema poddźwiękowymi tunelami aerodynamicznymi, centrum bezpieczeństwa lotów z laboratorium badań katastrof, biblioteka, kompleks akademicki o powierzchni 48 000 ft (14 630,4 m), centrum inżynierii i technologii, kaplica, stołówka, siedziba związku studentów i dormitoria. Na terenie kampusu znajdują się cztery wydziały oferujące 19 stopni licencjackich i dwa magisterskie, a także kursy dla młodzieży, studentów i pracowników instytucji.
Kampus w Prescott jako jedyny w Stanach Zjednoczonych oferuje studia w dziedzinie Globalnego bezpieczeństwa i wywiadu.

## Kampus Światowy
Kampus Światowy został założony w 1970 i stał się globalną siecią ponad 150 placówek w Stanach Zjednoczonych, Europie, Kanadzie, na Środkowym Wschodzie East i w Azji, w ponad 90 w bazach wojskowych, oferuje też możliwość nauki przez internet. 
Absolwenci pochodzą z ponad 100 krajów. Dwa największe miejsca pracy dla absolwentów Embry-Riddle to Siły Powietrzne Stanów Zjednoczonych (U.S. Air Force) i wojsko (U.S. Army). Znanymi absolwentami jest sześciu astronautów NASA.
W raporcie U.S. News & World Report Embry-Riddle zajmuje 5. miejsce (z 300 placówek) pod względem najlepszych programów nauczania na poziomie licencjatu przez internet. Oferowane programy studiów to kursy zawodowe, certyfikaty, licencjat i magister, łącznie z unikalnym magistrem biznesu lotniczego (ang. Master of Business Administration in Aviation – MBA-A), który to program zajął 70. miejsce w rankingu najlepszych programów MBA przez internet (spósród ok. 250). W roku 2014 kampusowi światowemu przewodził Chancellor John R. Watret, Ph.D..

## Rektorzy uniwersytetu
- Jack R. Hunt, 1965–1984
- Lt. Gen. Kenneth L. Tallman, 1984–1991
- Dr. Steven M. Sliwa, 1991–1998
- Dr. George H. Ebbs, 1998–2005
- Dr. John P. Johnson, 2005–obecnie